# Кіл (Вісконсин)
Кіл (англ. Kiel) — місто (англ. city) в США, в округах Манітовок і Калумет штату Вісконсин. Населення — 3932 особи (2020).

## Географія
Кіл розташований за координатами 43°54′58″ пн. ш. 88°1′35″ зх. д. / 43.91611° пн. ш. 88.02639° зх. д. (43.916020, -88.026497).  За даними Бюро перепису населення США в 2010 році місто мало площу 6,93 км², з яких 6,56 км² — суходіл та 0,37 км² — водойми.

## Демографія
Згідно з переписом 2010 року, у місті мешкало 3738 осіб у 1565 домогосподарствах у складі 1021 родини. Густота населення становила 540 осіб/км².  Було 1697 помешкань (245/км²).
Расовий склад населення:
| - 96,9 % — білих - 0,6 % — корінних американців - 0,6 % — азіатів - 0,4 % — чорних або афроамериканців |

До двох чи більше рас належало 0,8 %. Частка іспаномовних становила 2,0 % від усіх жителів.
За віковим діапазоном населення розподілялося таким чином: 26,5 % — особи молодші 18 років, 57,8 % — особи у віці 18—64 років, 15,7 % — особи у віці 65 років та старші. Медіана віку мешканця становила 38,7 року. На 100 осіб жіночої статі у місті припадало 92,3 чоловіків;  на 100 жінок у віці від 18 років та старших — 90,8 чоловіків також старших 18 років.
Середній дохід на одне домашнє господарство  становив 56 644 долари США (медіана — 52 439), а середній дохід на одну сім'ю — 70 945 доларів (медіана — 69 917). Медіана доходів становила 50 585 доларів для чоловіків та 32 450 доларів для жінок. За межею бідності перебувало 5,3 % осіб, у тому числі 1,9 % дітей у віці до 18 років та 9,5 % осіб у віці 65 років та старших.
Цивільне працевлаштоване населення становило 2057 осіб. Основні галузі зайнятості: виробництво — 41,3 %, освіта, охорона здоров'я та соціальна допомога — 13,0 %, роздрібна торгівля — 9,1 %, мистецтво, розваги та відпочинок — 6,3 %.